# Mona (Jamaika)
Mona, auch oft als Mona Hights bezeichnet, ist eine Landstadt im Süden von Jamaika. Die Stadt liegt im County Surrey im Parish Saint Andrew. Im Jahr 2010 hatte Mona eine Einwohnerzahl von 2621 Menschen. Der Ort liegt in den westlichen Ausläufen der Metropolregion von Kingston und besitzt eine eigenständige Stadtverwaltung.

## Etymologie
Mona wurde ungefähr 1768 nach dem römischen Namen für die Isle of Anglesey benannt. Der ursprüngliche Name der Stadt lautete Yeamans. Dies war der Name der Familie, die das Land besessen hatte.

## Geografie

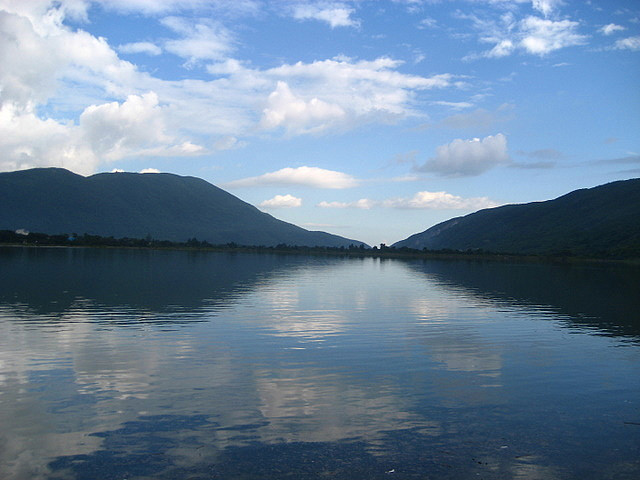
Das Mona Reservoir im Südwesten der Stadt ist ein beliebtes Ausflugsziel

Mona hat nur von Westen her eine natürliche Stadtgrenze. Dort wird die Stadt von einer durchschnittlich 400 Meter hohen Hügelkette mit dem Namen Long Mountains von der Hauptstadt Kingston getrennt. Diese ist stark bewaldet. Ein großer Teil des westlichen Stadtrandes wird jedoch von einem See mit dem Namen Mona Reservoir abgegrenzt, der sich zwischen dem Stadtgebiet und den Long Mountains befindet.
Von Osten nach Nordosten grenzt Mona an den Limestone River. Auf der gegenüberliegenden Seite des Flusses liegen die beiden ebenfalls eigenständigen Städte Elletson Flats und Papine. Im Norden wird Mona auf einer kurzen Strecke von bewaldeten Gebiet begrenzt, bevor im Nordwesten Hope Pastures beginnt und sich nach Süden um die Stadt zieht und in die Ortschaft Liguanea verfließt. Die beiden Siedlungen umschließen Mona vollständig Richtung Südwesten bis zur natürlichen Grenze des Mona Reservoirs, eines großen Sees. Im Süden geht der Ort in die Städte College Common und August Town über. Diese bilden die letzten Ausläufer der Metropolregion Kingston, die an dieser Stelle inmitten eines breiten Canyons liegt.

## Geschichte
Auf dem Gelände des Campus der heutigen University of the West Indies lagen ursprünglich die Plantagen Papine und Mona, die bis 1908 Zucker produzierten. Ein Aquädukt, von dem noch Reste erhalten sind, führte Wasser zu den Zuckermühlen. Auf einem Teil des Geländes wurde während des Zweiten Weltkriegs das Gibraltar Camp errichtet, in dem Flüchtlinge aus Gibraltar und Malta sowie Kriegsgefangene aus Deutschland und Italien untergebracht waren.

## Kultur und Umwelt

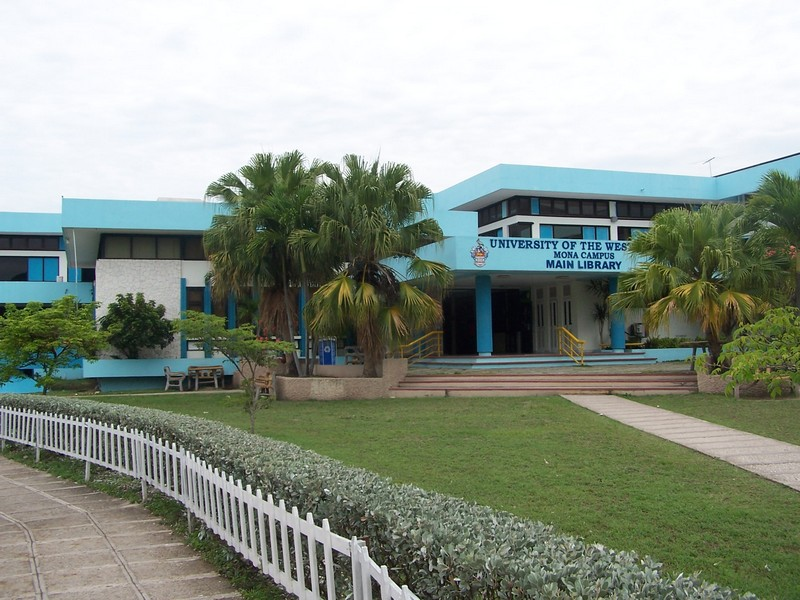
Eingang zur Bibliothek des Campus Mona

### Schulen
In Mona befindet sich der Hauptsitz der University of the West Indies, eine Universität in der Karibik, die von 16 Staaten getragen wird. Die UWI wurde 1948 gegründet und ihr erster Campus befand sich in Mona. Dort begann der Lehrbetrieb mit 33 Medizinstudenten. Die jetzige Kapelle beim Haupteingang zu diesem Campus war ursprünglich das Zuckerlager einer Plantage in Trelawny Parish. Das Gebäude wurde dort abgetragen und auf dem Campus Mona wieder zusammengebaut. Außer einem College gehört noch das University Hospital of the West Indies zu dem Verband, welches sich ebenfalls in Mona befindet.
Das Jamaica College ist ein monoedukationistisches College der anglikanischen Gemeinschaft, das ausschließlich männliche Schüler unterrichtet.
Eine überregional bekannte Schule ist die School Of Physical Therapy im Mona Rehab Centre. Weitere Schulen sind unter anderen die Mona High School, die Mona Prep School und die Mona Primary School.

### Bauwerke
An verschiedenen Orten der Stadt befinden sich die Überreste eines von Thomas Hope Elleston erbauten Aquäduktes, welches im Jahr 1758 erbaut wurde. Das ursprünglich 1386,84 Meter lange Bauwerk mit dem Namen Papine-Mona Aqueduct wurde errichtet, um Wasser aus dem Hope River auf die zu dieser Zeit existierenden Zuckerplantagen zu transportieren.
Das Mona Great House wurde im Jahr 1681, während das Landgut Mona gegründet wurde, erbaut. Das zweistöckige Gebäude wurde in jamaikanisch-gregorianischem Stil errichtet. Im Mona Great House haben bekannte Persönlichkeiten wie Königin Elisabeth II. und Prinz Phillip übernachtet.